# 著作権の歴史
このページは著作権の歴史（ちょさくけんのれきし）について述べる。
著作権という概念は、印刷技術の出現とその後の一般大衆の識字率の上昇に伴い、考え出されたものである。著作権を表す英単語 copyright が示す様に、その起源は印刷業者による複製 (copy) の権利 (right) であり、18世紀初頭の英国において、印刷技術の独占権として発生した。英国において、国王は無秩序に本が複写されることを問題視しており、国王の大権 (royal prerogative) により1662年のライセンスに関する法律を成立させた。この法律では、ライセンスを受ける本の登録方法を確立した。そのためには、書籍出版業組合にその複写を預ける必要があった。本のライセンスは永久に永続し、長期にわたる利益を印刷業者に与えた。
最初の著作権法はヴェネツィアにおいて1444年に制定されている。しかし、現代の著作権法に一番影響を与えた最初の著作権法は、1710年、英国において制定されたアン法である。著者に新たな権利を一定期間与え、その期間が経過後、その権利がなくなるというものであった。各国において同様の法律が成立し、国際的には1887年のベルヌ条約が今日でも有効な著作権保護の範囲を定めた条約となっている。
現在の著作権は、作品を創作した作者の著作隣接権や、複製を作るために出資を行った後援者の経済的な権利や、複製を個々に所有する者の財産権や、印刷業者を管理し検閲する支配者の権利などを含む、古くから歴史を通して認められてきた多数の権利により影響されたものである。
技術の発達に伴い、著作権の概念は、初期に定義された、書籍や地図の印刷物を複写する権利から、録音、映画、写真、ソフトウェア、建築作品の様に近代産業に対し重大な影響を与えるものをカバーするようになった。近年では、デジタル化された作品のネットワークでの共有 (P2P) 等、当初の法律制定当時では予想の付かない概念が出てきている。
なお、copyright の語が最初に使用されたのは、オックスフォード英語辞典では1734年となっているが、それ以前に使用されていたかは不明である。

## 著作権の先史時代
過去より、各種作品の作者や、後援者や、所有者は、その作品の複写の伝播の制御を試みてきた。これは、広く広めたいと言う考えもあれば、逆に自分で独占したいという考えもあった。例えば、モーツァルトの後援者であるワルトシュテッテン男爵夫人は、自分のために作られた、モーツァルトの作品の演奏を許可した。一方で、ヘンデルの後援者であるジョージ1世は、水上の音楽の演奏を独占しようと保護をしていた。
その様な事例はあるものの、15世紀の中旬の西洋社会における印刷機の発明までは、文章は手で複写を行われ、これらの権利が議論となるような機会はほとんど生じなかった。これは、複写にかかるコストが高額であり、新たな書籍の作成とほぼ同じ金額がかかったためである。例えば、ローマ帝国時代においては、本の複写は、読み書きのできる奴隷により行われ、この様な能力を持つ奴隷の購入・維持は高コストであった。そのため、実際、この当時、本の取引が成立していたが、著作権や同様の制限は存在していなかった。この当時、本の販売業者は、評価の高い著者にお金を支払うこともあったが、それは最初の複写の際のみで、著者は作品に対して占有権がなく、通常は、自分の作品に対して何も払われないことが多かった。
ローマ帝国の崩壊後、数世紀の間、ヨーロッパの文学は完全に修道院の中に限られたものになった。本の販売業者に作品を渡す手続きや、商業的に作品をどう保護するかなどのローマ時代の各種慣習は失われてしまっていた。複写自体は、オリジナルを作り出すのと同じくらいの手間とコストがかかるため、ほとんどが修道院の筆記者にゆだねられた仕事であったが、その管理が十分でないため、外部への流出も生じていた。例えば、ケン・フォレットの小説、「大聖堂」(The Pillars of the Earth)では、登場人物が教会と修道院にしか存在しない本を持っている女性と出会い驚愕する場面が記載されている。
この時代、印刷物の保有に関して法的、経済的制限が生じる前は、複写に対する対策として利用されたものとしてブックカースがあった。これは、作者や所蔵者により書物に記載された、呪いの言葉である。これは印刷機登場の初期まで利用された方法で、その例として、作曲家サルモネ・ロッシによる詩篇の組み合わせである ha- Shirim asher li-Shelomo につけられた注釈がある。これは1623年にヘブライ語の字体を用いて最初に印刷された音楽であり、内容を複写した人間へのラビの教義を元にしたブックカースが含まれていた。
この様な写本による複写の時代から、現代の著作権の概念が生じるために、14世紀と15世紀における2つの大きな発展が存在する。1つ目として、主要なヨーロッパの都市における商業活動の拡大と非宗教的な大学の登場がある。これは、教養があり日々の情報に興味がある資本階級の創設に役立った。これは、公共の空間の出現に拍車をかけた。この公共の空間は、要求のあった本の複写を作る企業家の本業者により徐々に増加していった。2つ目としてグーテンベルクによる活版印刷の発明と、これによる印刷機の広がりがある。この印刷機は、従来の写本より短時間でかつ安価で、書籍の複製を生産することができた。
この時代においても著作物に対する争いは存在しており、その１つとして、西暦557年のモヴィーレのアボット・フィニアンと聖コルンバの間の争いがある。これは、アボットの保有している聖詩篇を聖コルンバが複写したことで発生した。複写の所有権をめぐっての争いは、クル・ドレイムーネ (Cúl Dreimhne) の戦い (クールドラマンの戦いとしても知られている) を引き起こし、その戦いで3千人もの命が失われた。

## 活版印刷の出現と著作権の出現
大量に書籍の複写を作成できる印刷機の出現は、文学作品の出版がお金になり、それらの作品の作成がお金になるという可能性を生じさせた。しかし、同時に多数の印刷機が同時に、制限なく様々な作品の印刷を始めるため、競合する印刷物の作成や、無許可での複写が行われるようになった。この状況は、本来の作品の作者、編集者、印刷業者の利益の減少だけでなく損失も引き起こし、更なる事業の継続を断念させるものでもあった。印刷機による複写は、これまでの筆記者や代書者が行なっていたような、時間、お金、能力が必要なものではなく、印刷機といくらかの技量があればできるものであったからである。
この当時、作家やその後援者などの代理人への権利の保護は、作品ごとに特許の請求として行われた。エリザベス・アームストロング (彼女は、1965年にゴードン・ダフ・プライズ (Gordon Duff Prize) をボドリアン図書館の管理人より受けた人物で、16世紀の、フランスと低地諸国における印刷業者の特権と著者の特権に関するエッセイを書いた) によると、「ヴェネツィア共和国は1486年に、その最初の特権をある本に与えた。これはこの町の歴史、マルクス・アントニウス・コシウス・サベリカスのRerum venetarum ab urbe condita opusによると珍しいケースであった。」「ヴェネツィアは1492年に特定の本に対して特権を与え始めた。最初は、その年の1月3日に、パドヴァ大学の教会学の教師であるペトルス・フランシスカス・デ・ラベンナに与えられた。彼は記憶力を鍛える方法を提案し、それをFoenix77と言う題名の本に書いた。」
最初に著作権法を制定したのは、このイタリアのヴェネツィアであった。ヴェネツィア共和国において、フィレンツェ公爵とレオ10世教皇や他の教皇は、古典的著者の作品に特定の期間 (稀に14年を越え)、特定の印刷業者に、印刷を行う排他的特権を何度か与えた。これは印刷業者の利益を大きく守るというものではなく、どちらかと言うと公共の利益、すなわち、一部の編集者と印刷業者が文学的な投資を行うことを促すためのものだった。
イングランドにおける最初の著作権特許は1518年に与えられ、リチャード・ピンソン、王室の印刷室である、ウィリアム・カクストンの後継者に与えられた。この特許は2年間の独占を与えた。この日付は、フランスで最初の特許が与えられてから15年後のことであった。初期の著作権特許は、「独占権」(monopolies) と呼ばれ、特にエリザベス女王の治世に制定された。彼女は、塩、皮、石炭、石鹸、カード、ビール、ワインなど一般的に使用されるものに独占権を頻繁に許可した人物である。この慣習は、一部の例外を除き、1623年に独占権の法律が制定されるまで続いた。その例外の例が、特許 (patent) である。1623年以降、出版社に許可されていた文字の特許は大衆に解放された。最終的に出版業の独占は1710年のアン法により終了し、この法律はイギリスの植民地にも影響を及ぼし、将来のアメリカ合衆国に影響を与えた最初の著作権に関する法律であると考えられる。
イギリス以外の国においても著作権特許が使用された。ドイツにおいては、記録上明確なものとして、1501年に、Sodalitas Rhenana Celtica の名の団体に対し、御前会議で、ガンダースハイムのロスヴィータの戯曲の出版物に著作権特許が与えられた。また、1512年に帝国の特権は歴史家ジョン・シュタディウスが出版する (予定の) もの全てに対して与えられた。この例では、既存の出版物のみでなく、まだ出版されていない書籍の保護のために特許が出された最初のものである。1794年に、ドイツにおける著作権の法律が、プロシアの議会で制定された。このプロシア議会はヴュルテンベルクとメクレンブルクを除いて承認されていたため、この法律の下で、全てのドイツの著者とフランクフルトとライプツィヒにおけるブックフェアーに参加している出版社により紹介された外国の著者の作品は、ドイツの国内全体で、無許可の再版に対して保護されることになった。このベルリンでの法律の制定は、国際的な著作権の最初の一歩であると考えることができる。少なくとも1815年まで、国家間の法律の条文の施行は、難しいことがわかっていた。

## 書籍出版業組合による独占
書籍出版業組合とはロンドンにおける書籍出版に関係する業種により構成されたギルドである。ギルド自体は印刷機発明前から存在していたが、1557年、イギリスの支配者であるメアリ1世は、この組合に印刷の独占権を与えた。この独占権を与えた背景には、大きくわけ2つの学説が存在する。政治的、宗教的思惑があったという学説と、書籍出版業組合による経済的利益が原因と言うものである。前者は、当時、プロテスタントによる宗教改革が迫っており、国内における反政府的な文章を統制するため、ギルドへの独占権を与えたというものである。後者は、当時の資料にギルド側からの独占権の宣願がされているという形跡があるためというものである。このどちらも決定的な証拠というものがあるわけではないが、他の独占権と比較して非常に短い期間で、独占権が成立しており、支配者側とギルド側の両方の思惑が一致した結果であると推測される。
このギルドが手に入れた独占権は、ギルドのメンバーのみが印刷技術を扱うことができ、そのギルドの長や監督官が禁止された本の捜索、押収、焚書を行うことができ、許可を受けていない印刷物を保有している人物を投獄できるという警察権に保有していた。異端的、煽動的な本の出版を避ける役割を務める代わり、ギルドのメンバーは印刷業の独占による、経済的利益を受けていた。1557年から1641年まで、イギリスの王室は、印刷と書籍出版業組合に対して、星室庁を通して権限を行使した。1641年の星室庁の廃止後、イギリスの国会議員は、1643年から1692年の間にいくつかの法令とライセンス法を通して、書籍出版業組合の検閲や独占の規定を拡大し続けた。
この組合が印刷を独占している間、組合内部では構成員の間での論争を扱う独自のシステムを発達させた。基本的には、ギルドの構成員は自分が取り扱う作品に対して永久の独占権を保有した。どの構成員がどの作品に対して権利を主張しているかを記録する方法として、ギルドはギルドホールにある登記本に著作権を記録する手段を提供した。ギルドの構成員は著者から原稿を購入することができたが、著者はギルドの構成員になることはできず、原稿の購入後、使用料や追加の支払いが行われることは無かった。しかし、著作者から権利を譲られるという概念は存在しており、著作者から権利を受けた正版と権利を受けていない偽版があった場合、偽版が先に登録されていても、正版に登録が修正された事例が複数存在していた。構成員は、特定の作品に対する権利をお互いの間で売買することができた。1662年のライセンス法は、検閲官によるチェックが行われた後、出版者は作品が変更されないように、ギルドへその複写を預ける必要があった。この書籍出版業組合のシステムの多くの点が、後の現代の著作権法に取り込まれることになった。
この時期に発生した、イギリス内乱は、王室による独占権の乱用に対抗するという側面も存在した。この内乱後、1694年に最後のライセンス法が廃止され、書籍出版業組合の独占権はなくなった。これにより、英国国内では、従来の独占権で保護された高い書物でなく、他の地域で印刷された安い書物の流入が生じた。これに対し、既得権益を再獲得するため、書籍出版業組合や、コンガー（本の販売業者のシンジケート)のメンバーによる議員への陳情が行われ、数年後に最初の近代的著作権の法律が制定された。これが1710年のアン法である。

## アン法―近代の著作権の誕生
イギリスのアン法 (1710年) は、近代の著作権法に大きく影響を与えた最初の著作権法である (歴史的に最初の著作権法はヴェネツィアにおいて1545年に制定されているが、これによる近代の著作権への影響は小さい)。この法案の完全な題名は"An Act for the Encouragement of Learning, by vesting the Copies of Printed Books in the Authors or purchasers of such Copies, during the Times therein mentioned."（邦訳：「一定期間の間、印刷された本の複写を、著者やその本の購入者に帰属させることにより、学問の推奨を行う法律」）である。この法律の制定には、本来の著作権として著作者の権利を定めようとする下院の考えと、既得権益回復に向けた印刷会社の請願の両者の思惑が存在した。出版業界の影響力は大きく、当初案に存在した著作者の財産権を強調する部分が削除されるなどしたものの、著作権（この法律では Copyright という用語は使用されていない）は、印刷業者でなく、著作者（すなわち創作者）に排他的な権利として与えられた。この法律は、その様な排他的権利は28年間であると定め、それが過ぎた後、全ての作品はパブリックドメインとなると定めた。アン法は、書籍出版業組合独自のシステムと同様の独占権を作り出すものであったが、そこには以下の3点の違いがあった。
第1に、ギルドメンバー間のみでコピーライトの独自のシステムを管理していた書籍出版業組合に、広い独占権を与えるという以前の法と違い、アン法は一般的な公衆に適用される著作権の要点を記していた。第2に、法律は、ギルドメンバーでなく、著作者に由来するものとして著作権を考えている点である。最後の点として、この法律が、著作権者がその独占権を行使できる期間に制限を設けたことである。特に、既に出版されている本の著作権者には21年間の排他的な印刷権を与えた。まだ印刷されていない作品に対しては、法律は排他的な印刷の権利を最初の印刷後14年間を与え、権利を更に14年延長できると言う規定も追加した。しかし、印刷業者は、書籍の文章が著者により保有される資産であるため、それを印刷業者に売ることは可能であり、その結果、自分たち印刷業者がその権利を持っていると主張した。
1710年の法律には、領土的な抜け道が存在した。この法律は英国の全ての領土に及ぶわけではなく、イングランド、ウェールズのみをカバーするだけであった。スコットランドに関しても記載はあるものの、スコットランドの裁判所で裁判を行うと記載されているだけであった。その結果、英国の著作物作品の再版のほとんどは、著作権者に対して何の許可も無く、アイルランドと北アメリカ植民地で印刷された。これらの作品は、英国の著作権者に何の支払いも行われなかったため、ロンドンの印刷版より安い値段で販売された。これらは、本の購入者には人気があった。これらは、その法律の語句的には著作権侵害ではなかったものの、イングランド等にそれらの本が入ってきた場合には、この法律が適用されていた。
アイルランドや北アメリカでも、正式に決められた支払い方法を探し、英国の著作権者に支払いを行った再版印刷業者もいたし、一方で、スコットランドにおいて、違法な再版を行っていた印刷業者も存在した。これらの違法な印刷業者はしばしば起訴されていた。
アイルランドにおける再版はロンドンの印刷業者にとって大きな関心事となっていた。アイルランドにおいて行われた再版書籍は、北アメリカに送付されていたが、それらが、国境を越え、イングランドに流入することも生じた。イギリスやスコットランドやウェールズにおいて、これらの再版本を販売した本の出版業者は訴えられることとなった。アイルランドにおける再版は1801年に終結した。これは、アイルランド議会が大英帝国に結合され、アイルランド人がイギリスの著作権法に従う必要が生じたためであった。
英国の北アメリカ植民地では、許可の無いイギリスの著作物の再版が、長期間にわたり散発的に生じていた。これは、1760年以降は主要な生産品となるほどになった。この出版はアメリカの東部13州で行われていた。これは、アイルランドとスコットランドの印刷業者や本の出版業者の北アメリカへの移動を引き起こした。彼らは、イギリス国内での著作物を再版、販売していた業者で、北アメリカにおいてもこれを継続し、北アメリカにおける印刷と出版業界の主要部分を構成した。アメリカ独立により、アメリカとのイギリスの結びつきが弱くなると、英国の著作権コントロール外となることで、再版数の増加が生じた。
英国の著作権を受けていない作品を英語で印刷する印刷業者は他のヨーロッパの国々でも発生した。英国政府はこの問題に対して2つの対応を取った。1) 1842年に著作権の法規を改正し、英国に著作権のある作品の複写を、英国もしくはその植民地へ輸入することを厳格に禁止した。2) 他の国との間で相互的な条約の締結を開始した。最初の相互協定の相手は1846年のプロシアであった。アメリカ合衆国はこの協定の外に数十年取り残されることになった。これは、チャールズ・ディケンズとマーク・トウェインの様な著者により反対を受けた。
著者と印刷業者の役割や、著作権法や、啓蒙運動に関する考え方は、この期間にそれぞれ影響しあった。それ以前には、著者は宗教的に刺激を受けていた。この結果が1つの要因となり、著者への後援は著者を支援する合法的な方法となった。後援関係を結ばず、お金を受け取る著者は、しばしば売文家とみなされ、蔑まれることとなった。しかし、1770年代にここの才能の概念が一般的となると (ドナルドソン・V・ベケットより後の世代)、お金を受け取る著者はより一般的となってきた。

## 著作権と自然権
1710年のアン法の制定により、著作権の概念が普及したかと言うと必ずしもそうではなかった、ロンドンの書籍業者は、以前は独占権で守られていた印刷物を、今度は著作権と名前を変えたもので守ろうとした。彼らは、期限が限定された著作権を可能な限り伸ばそうと様々な手に出る。アン法では、著作者 (実質上は印刷業者) の独占権は最長28年と定めていたため、1730年代後半となると、パブリックドメインになる作品も出てきた。しかし、ロンドンの出版業者はアン法に定められた期間を越えても、アン法が定められる前と同じく、コモンローによる無期限の著作権が残ると主張した。すなわち、著作権は自然権に基づいた財産権であり、永久に著作者に帰属するものだと主張したのである。実際、この時期、既に期限が切れている作品に対していくつもの差し止め請求が出されている。
その一つの事例が、ミラー対テイラーの紛争である。スコットランドの印刷業者ロバー・テイラーは、ジェームス・トムソンの詩集「四季 (Seasons)」の著作権を保有していたが、ロンドンの本の販売業者の妨害により、イングランドでの流通が十分にできず、1729年にアンドリュー・ミラーに「四季」の出版権を売却してしまう。その後、著作権の期限が切れた後、テイラーはトムソンの詩を含む書籍の出版を再開した。出版の際には、著作権が切れたパブリックドメインのイギリスの作品であると分かるように印刷し、これらの本をスコットランドとイギリスの州で販売した。これに対し、ミラーは、著作権の法律より先行する、コモン・ローにおける著作権を主張した。ミラーは訴訟中に死亡してしまうが、その遺族に裁判は引き継がれ、首席裁判官マンスフィールド卿の判決により、ミラー側がコモンローに基づく永久の著作権を保有しているとした。そのため、どの様な作品も永久にパブリックドメインになることはないとした。
この裁判の結果、1710年のアン法の著作権の有効期限はなくなり、旧来の印刷業者による独占状態が再現することとなった。この様なロンドンの出版業者の独占を良く思っていなかった、スコットランドの出版業者であるドナルドソンは、アン法に基づき「パブリックドメイン」となった作品の出版を継続し、ロンドンの出版業者を挑発し続けた。1771年ロンドンの出版業者はドナルドソンの挑発に対して訴訟を行い、先のミラーの場合と同じく、大法官府での判決はドナルドソンの敗訴となった。この敗訴はドナルドソンの予想するところで、ドナルドソンは、即座にアン法に基づき(スコットランドの関連事項はスコットランドの法廷で裁判する)、スコットランドの法廷に上訴を行った。元々「著作権」と言う概念が無かったスコットランドの法廷では、コモン・ローに基づく著作権を圧倒的大差で否定し、ドナルドソンの勝利となった。この裁判結果により、著作権が自然権であるという判断 (先のミラーの場合) と、自然権ではないという判断 (今回の場合) が生じたため、ドナルドソンは、この判決を元に、上院に誤審令状の請求を行なった。ロンドンの印刷業者は著作権は自然権であるという主張を述べ、それに対して、ドナルドソン側はそれを否定する主張を述べた。1774年2月、上院のキャムデン卿は、以下の様に強い口調で出版業者を非難した。
被告側による特権を維持しようとする主張は、特許や、特権、星室庁の布告、出版業組合の法 (原文では bye law) を元に行われた。すなわち、それらの全て粗暴な専制政治と強奪の結果であり、この王国におけるコモン・ローの跡を見つけることを夢見ることができないほどのものである。その様なずるがしこい理由や抽象的な考え方を展開することによって、元々存在しないものから、コモンローの精神をはずれた規制を作り出そうとしている。
最終的に、議会での議決は、大差でコモン・ローに基づく著作権を否定した。そして、議会が著作権の長さを定めることができると結論付けた。この決定は、コモンローの権利の元に基盤を築いていたロンドンの印刷業者にとって、大きな痛手となった。彼らは、上院の決定の5日後、下院に自分たちが失った権利を再度別の法律により覆そうと、請願を行ったが、この請願も上院での審議において、独占に対する非難が起こり廃案となった。上院では、印刷業者の独占を続けさせ、その結果書籍の価格を高価格に維持することを否定したのである。この決定は最終的にイングランドにも根付くことになった。この問題や議論そのものは、アメリカ合衆国や他の場所に時間と場所を移して続けられることとなった。

## ベルヌ条約―著作権の国際化
英国以外においても、同様の著作権の概念の普及と法整備が行われてきた。しかし、これらの権利は各国の国内法により定められていたため、ある国で成立した権利は他の国では主張できないという問題があった。例えば、英国で英国人により出版された作品は英国内でのみ著作権の保護を受け、他の国、例えばフランスにおいては誰によっても複製や販売が可能であった。同様にフランス人によりフランス国内で出版された作品はフランス内でのみ保護を受け、英国内では、誰によっても複製や販売が可能であった。英国は、自国に著作権のある書籍の輸入の禁止と、二国間条約の締結によりこの問題に対応していた。しかし、多くの国が参加する著作権保護の条約が求められていた。
その様な背景の中、フランスの政治家であり作家ヴィクトル・ユーゴーの提案により、ベルヌ条約が締結された。この条約はフランスにおける「著作者の権利」(droit d'auteur) に影響を受けており、経済的な関係にのみ着目しているアングロサクソンの「著作権」(copyright) の考えと対比されるものである。条約では、創作的な作品の著作権は、明示的に主張したり宣言しなくても自動的に発生するものである。著作者は、条約の締結国内において著作権を主張するには、著作権の「登録」や「申込み」の手続の必要がない。作品が「完成する」、つまり、書かれる、記録される、あるいは他の物理的な形となると、即座に、著作者はその作品や、派生した作品に対して、作者がはっきりとそれを否定するか、著作物が期限切れとなるまでは、配布に関する排他的な権利を得る。外国の著作者は条約に調印したどの国においても、内国の著作者と同じ様に著作権を得ることができるというものであった。
ベルヌ条約の管理は、1883年設立の知的所有権保護合同国際事務局 (BIRPI) で行われていた。1960年、 BIRPIはジュネーヴに移動した。1967年、この団体は、WIPOとなり、1974年には国連の機関となった。
ベルヌ条約は何度かの改定を経て現在の形となるが、一部の国では国内法の整備ができていない場合もあった。英国では、1887年に調印を行ったが、1988年の著作権・デザイン・特許法が成立するまで約100年間条約の大部分の条件を満たしていなかった。
ヨーロッパの国々はこの条約に加盟したものの、アメリカ合衆国は、著作権法の大きな変更が必要であったため、条約への参加を拒否した。この理由として、アメリカ合衆国は初期のイギリスのアン法をベースに成立した法を使用していたため、著作権発生の要件として登録が必要で、著作権の対象であることを明示しなくてはいけないシステムになっていたためである。ベルヌ条約では、明示的な登録は不要であるため、アメリカ合衆国がベルヌ条約に加入するには、著作権作品の登録手続きの廃止、著作権表示の廃止が必要であった。アメリカ合衆国は、中南米との間にパンアメリカン条約を結ぶもののベルヌ条約への参加は行わなかった。国際社会では、アメリカ合衆国が国際的な著作権の条約に加盟していないことは問題であるとし、ベルヌ条約より緩い、万国著作権条約が1952年に締結された。しかし、1989年3月1日、アメリカ合衆国は、1988年のベルヌ条約遂行法を設定し、ベルヌ条約に参加した。その結果、万国著作権条約は時代遅れのものとなった。
現在、ほとんどの国が世界貿易機関 (WTO) の一員であるため、知的所有権の貿易関連の側面に関する協定を守る必要があり、そのために、ベルヌ条約の条件のほとんどの部分を非加盟国でも受け入れる必要がある。

## 技術の発達と著作権

### 著作権保護範囲の拡大
著作権は印刷機の発明に伴う、印刷物の商業的保護のための印刷の権利の独占と言う形で誕生したため、当初、この権利により保護されるものは、書籍や新聞や地図などの印刷物だけであった。しかし、ベルヌ条約に謳われるように、著作者の表現手段は、「書く」だけでなく、特に技術の発達に伴い、作者の表現手段が広がり、それと共に創作物として認められる範囲も広がった。その結果、著作権の保護範囲は、写真、録音、映画、放送、コンピュータプログラム等に拡大されてきた。著作権の拡張は、拡張のたびに議論となってきたが、ほとんどの場合商業的な基盤の確立と共に世の中に受け入れられていっている。

### 技術の発達による問題
技術の発達は、創作物の範囲を広げ、副生物の生産を容易にすると共に、著作物の配布・伝播方法の変化も引き起こした。無線通信技術の発達は、電波による音声、画像の送信を可能とし、コンピュータの発達は、著作物をデジタル化することでそれ以上の劣化を避ける技術を提供し、コンピュータ間のネットワーク (インターネットを含む) の発達は、それらのデジタル化された著作物の容易な配布を可能とした。
このようにデジタル化された著作物に関しての意見は様々存在している。一部の評論家は、デジタル化は技術的発展の流れ上にあり、作品の創作と商業的な利益の結びつきを、デジタル素材に関しても適用可能で、安定的な運用が可能であるとしている。それに対し、バーロウ (1994年) の様な評論家はデジタル素材に対する著作権は、他のものと異なり、その取り扱いには非常に難しい課題が残るとしている。また、ストールマン (1996年) の様に、インターネットが著作権に対する正当な経済的利益を蝕むと主張するものもいる。この様な考えから、著作物の占有する権利の代わりに代用補償システムの考案に繋がる可能性がある。
最近の音楽や映画では、出版社が作曲者や監督 (稀に本の作者) から、作品の大量複製の条件として著作権を得ているが、現在のシステムへの批判の1つに、出版業者が創作を行なった者より多くの利益を得ると言う点がある。この意見は、印刷技術によって変化した創作活動との類似的な点として、P2Pファイル共有システムに賛成する者の主要な主張となっている。

## 著作権管理団体の登場
著作権という概念により、著作物が経済的利益を創出するようになったが、著作者が利用者を探して著作権料の徴収を行う手間や、利用者が著作権者を探して著作権料を支払う手間を軽減するために、著作権者に代わり著作物を管理し、利用者からその使用料を徴収する団体が登場した。この団体を著作権管理団体(あるいは、著作権料徴収団体)と言う。総合的な著作権管理に関する根底にある考えは広く共有されており、著作権管理団体は全ての先進国における鍵となる役割を果たしている。国々間の歴史的、法律的、経済的文化的な多様性により、著作権管理団体と団体が活動する市場の規制は、国により異なっている。ヨーロッパでは著作権管理団体はその構成員に対し、全ての作品に対し全ての排他的な管理権限を団体に移管することを求めている。アメリカ合衆国とカナダでは、著作権管理団体とその構成員が同じ権利を同時に保有するという緩やかなルールとなっている。この著作権管理団体は、そのカバーする領域（専ら「performing rights」のみを扱う場合）によっては、Performance rights organisation (PRO) と呼ばれることもある。
最初の著作権管理団体は、フランスで1851年に設立された。イギリスでは、音楽の演奏を保護する内容の最初の法律である1842年の著作権法により、1914年に設立され、生演奏もその権限の範囲に含み保護を行った。録音もしくは放送における演奏の権利は1924年に設立された、機械的著作権保護団体(Mechanical Copyright Protection Society)により管理された。イタリアでは1882年に、ドイツでは1915年に設立された。アメリカ合衆国では、米国作曲家作詞家出版者協会 (ASCAP) が1914年に設立され、SESACが1930年に、BMI社が1944年に設立された。

## 著作権保護期間の延長

アメリカ合衆国における著作権保護期間の延長

著作権の保護期間に関しては様々な議論が存在する。イギリスでは成立の過程から、権利の独占による弊害は問題であると言う点から、永久著作権は否定されているが、他の国では意見は様々に分かれる。例えばポルトガルは1927年から1966年まで永久著作権を採用していたし、アメリカの著作権の保護期間を年代と共に図に示すと法律の改正のたびに延長が行われている。この背景にはディズニー社等のコンテンツ保有者によるロビー活動がある。このような延長は、著作権法 (アン法) 成立当時のイギリスを思い出させるものであり、一部では批判が生じている。
なお、2008年現在において世界最長の保護期間を採用しているのはメキシコ（個人の死後または法人の公表後100年）である。

## 政治形態と著作権

### 社会主義政府と著作権
歴史的に、社会主義の政府に統治されたほとんどの社会では、著作権を法的な権利と言うより、芸術家の繁栄もしくは支援の手段としてみていた。この考えはスカンジナビアの法律に強く現れている。
東ヨーロッパの社会主義国家は、芸術家と著者に報いる方法として社会主義の原則を採用する振りをした。しかし、これらの国々では、著作権システムが文化の検閲と国家統制に深く絡み合っていた。ソビエト連邦では、「賄賂」をうまく利用し、適切な政治党員から自分の作品の支持を得ることができれば、作品の作者は成功することができた。
国際的には、ソビエト連邦は 万国著作権条約へ参加していたものの、これは反体制のソビエト国内の著者による作品の国外への流出を禁止するためのものであり、「問題作品」に、国際的な著作権を与えることにより、共産圏の外におけるその作品の配布を抑制した。また、ソビエト連邦は、非常に稀に海外の著者に対してその作品の使用料を支払ったが、基本的に、その作品が自分たちのイデオロギーに適した場合のみであった。それ以外の場合にかんして、支払いの請求を求める西側の弁護士により訴訟は失敗に終わった。

## 各国の歴史

### 日本
日本では、不平等条約の解消の目的もあり、1899年にベルヌ条約に加盟し、同年に著作権法の施行も行われていたが、著作権使用料の支払いと言う概念は皆無であった。その様な中、1931年、ドイツ人のウィルヘルム・プラーゲが日本での著作権徴収のための著作権管理団体を作り、プラーゲ旋風と呼ばれる大きな混乱が生じた。1939年、これを打開するため、日本では「著作権に関する仲介業務に関する法律」（仲介業務法）が施行され、現在のJASRACの前身の大日本音楽著作権協会が設立された。

### 関連用語
- コピーレフト
- パブリックドメイン
- コモンロー
- 自然権
- 著作権侵害